# Шаманијада (роман)
„Шаманијада“ је српски роман спекулативне фикције и фантастике чија се радња одвија у Горњем палеолиту пре око 40.000 година, између Неандерталаца и модерних људи. Аутор је београдски писац Слободан Шкеровић.
Због филозофског набоја, као и стохастичког и мистичког прозног поступка који подразумева подешавање читаочеве свести, роман је оцењен и као сам по себи „шамански“, у одређеном дијалогу са будизмом и учењем Карлоса Кастанеде. Објављен је као 59. књига у едицији „Знак Сагите“ 2012. године.

## Радња
Пре четрдесет миленијума, дечак-Неандерталац Мали Окаринаш суочава се са другачијом врстом људи, „Мршавцима“ (Кромањонци, Хомо сапиенс сапиенс), који су у односу на Неандерталце неосвешћени и којима владају ентитети звани „Грабљивци“.
Следи мистичко шаманско путовање да се нађе порекло „грешке“ од које је почео човеков пад...

## Пријем код критике
Песник Мирољуб Тодоровић, оснивач сигналистичког покрета, наводи: „У Шаманијади, и са њом, Шкеровић постаје нека врста сигналистичког Џојса/Молоха који се маестрално поиграва језиком и сликом, фантастичком и митотворачком збиљом, експресијом и унутрашњим психогеним токовима“.
Прозаиста Адријан Сарајлија у рецензији наводи: „Од какве супстанце се, заправо, састоји филозофско језгро овог капиталног дела: па, јасно је – од погледа на све дубљи јаз који брзи напредак науке оставља према њеним тумачима (футуролозима, писцима и контекстуалистима опште праксе). (...) Шкеровић им се подсмева, он елегантно разбија оквир и на тај начин отвара нову перспективу. Истовремено, на једном сасвим другом нивоу, ово дело остварује и дубоки поглед у колективно несвесно, имаментан врхунским писцима научне фантастике“.
Писац и критичар Зоран Стефановић, у уредничком приказу „Широким оностазама“ пише: „Шкеровић није господин-човек, већ неретко демон, а у Шаманијади нам отворено ради знатно стравичнију ствар. Прича нам о човечанству каквим га гледамо, али недозрели одбијамо да видимо. Ова приповест измешта спознају и виђење на раван где је дух врсте или појединца буквална физичка сила. Тамо где наша духовна сакатост уназађује Свемир. (...) Шаманијада нам, дакле, прича о духовном разрастању, па и о његовој (не)могућности. Зазива Буду, Кастанеду, Јунга и Хокинга, напоредо сплиће најновија са најстаријим знањима о свемиру.“
Књижевни критичар Блица, Слободан Ивков, пише: „Дело пред нама би можда могло да буде препознатљив образац романа неког припадника сигналистичког уметничког покрета! (...) Ову заводљиву конфузију, аутентични сигналистички прозни брејнсторминг, најсрдачније препоручујем као неспорно ново читалачко искуство“.
Писац и критичар Илија Бакић у рецензији „Нови прозни хоризонти“ наводи: „Пасажи запажања, промишљања и извођења закључака на основу њих (понекад и контрадикторних према неким претходним), мада не подлежу правилима приповедних техника, успевају да држе пажњу својом интригантном логиком, на моменте потпуно измештеном из времена и простора у којима читалац живи. У томе, у тој способности грађења других/другачијих а потпуно уверљивих визура неспорни је ’шаманизам’ ове књиге. У коначном сагледавању, ово дело открива се као вишеструки експеримент; на формалним нивоима приповедања али и суштинским нивоима саме спознаје садржаја“.